# Pągówek
Pągówek – przysiółek wsi Pągów w Polsce, położony w województwie opolskim, w powiecie namysłowskim, w gminie Wilków.
W latach 1975–1998 przysiółek położony był w ówczesnym województwie opolskim.